# АЕС Касівадзакі-Каріва
Атомна електростанція Касівадзакі-Каріва (яп. 柏崎刈羽原子力発電所, Kashiwazaki-Kariwa genshiryoku-hatsudensho, Kashiwazaki-Kariwa Nuclear Power Plant)  — це велика, сучасна атомна електростанція (з першим у світі передовим реактором з киплячою водою або ABWR) на 4,2-квадратного-кілометра (1 000-акрів). Кампус охоплює міста Касівадзакі та Каріва в префектурі Ніігата, Японія, на узбережжі Японського моря, звідки отримує охолоджуючу воду. Станція належить і управляється Токійською електричною енергетичною компанією (TEPCO), і це найбільша атомна генеруюча станція у світі за показниками чистої електричної потужності.
16 липня 2007 року стався морський землетрус Тюецу, епіцентр якого знаходився лише в 19 км (12 миль) від заводу. Землетрус був зареєстрований магнітудою 6,6, що віднесло його до числа найсильніших землетрусів, які відбувалися в безпосередній близькості від атомної електростанції. Це сколихнуло станцію понад проект і призвело до тривалої зупинки для огляду, що вказувало на те, що перед відновленням роботи необхідна більша сейсмостійкість. Після землетрусу завод був повністю зупинений на 21 місяць. 19 травня 2009 року після модернізації сейсморозвідки блок 7 було перезапущено, а потім блоки 1, 5 і 6. (Енергоблоки 2, 3, 4 не були запущені на момент землетрусу в березні 2011 року).
Чотири перезапущених і працюючих блоки на станції не постраждали від землетрусу 11 березня 2011 року, але пізніше всі перезапущені блоки були зупинені, поки проводилися роботи з підвищення безпеки. Станом на травень 2022 року всі агрегати простоюють; однак TEPCO важко пройшла повторну сертифікацію в Японському органі з ядерного регулювання (NRA).

## Реактори
Вздовж берегової лінії кампусу розташовано сім реакторних блоків. Нумерація починається з блоку 1 із найпівденнішого блоку до блоку 4, далі є великий зелений простір між блоками 4 і 7, а потім продовжується блоками 6 і 5.
|                                        | КК – 1     | КК – 2     | КК – 3     | КК – 4     | КК – 5     | КК – 6               | КК – 7               |
| -------------------------------------- | ---------- | ---------- | ---------- | ---------- | ---------- | -------------------- | -------------------- |
| Тип реактора                           | BWR        | BWR        | BWR        | BWR        | BWR        | ABWR                 | ABWR                 |
| Корисна потужність (МВт)               | 1,067      | 1,067      | 1,067      | 1,067      | 1,067      | 1,315                | 1,315                |
| Повна потужність (МВт)                 | 1100       | 1100       | 1100       | 1100       | 1100       | 1,356                | 1,356                |
| Початок будівництва                    | 06.05.1980 | 18.11.1985 | 03.07.1989 | 03.05.1990 | 20.06.1985 | 11.03.1992           | 07.01.1993           |
| Перша критичність                      | 12.12.1984 | 30.11.1989 | 19.10.1992 | 11.01.1993 | 20.07.1989 | 18.12.1995           | 11.01.1996           |
| Дата комісії                           | 18.09.1985 | 28.09.1990 | 08.11.1993 | 08.11.1994 | 04.10.1990 | 11.07.1996           | 07.02.1997           |
| Витрати на встановлення (1000 ієн/кВт) | 330        | 360        | 310        | 310        | 420        | 310                  | 280                  |
| Постачальник Reactor/NSSS              | Toshiba    | Toshiba    | Toshiba    | Hitachi    | Hitachi    | Hitachi/ Toshiba/ GE | Hitachi/ Toshiba/ GE |

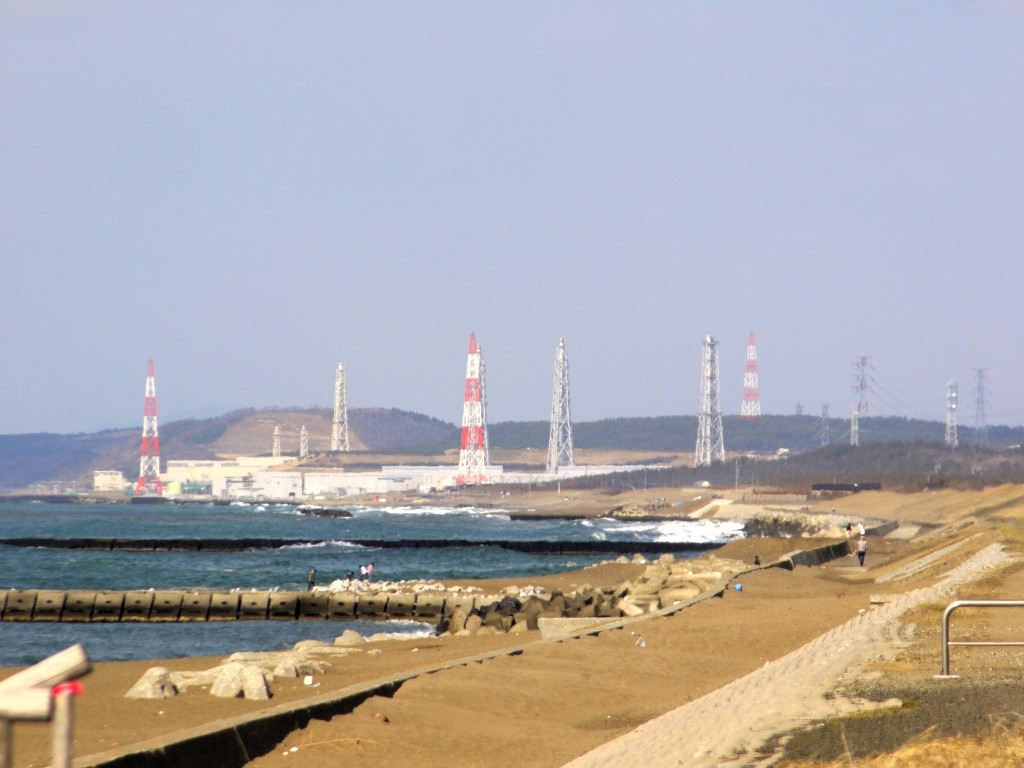
Атомна електростанція Касівадзакі-Каріва, атомна станція з семи енергоблоків, найбільша атомна електростанція в світі, була повністю закрита на 21 місяць після землетрусу в 2007 році.

Витрати на установку електроенергії для блоків на цьому майданчику добре відображають загальну тенденцію у вартості атомних станцій. Капітальні витрати зросли протягом 1980-х років, але в наш час стали дешевшими. Останні два блоки були першими в історії побудованими реакторами з киплячою водою (ABWR).

### Продуктивність

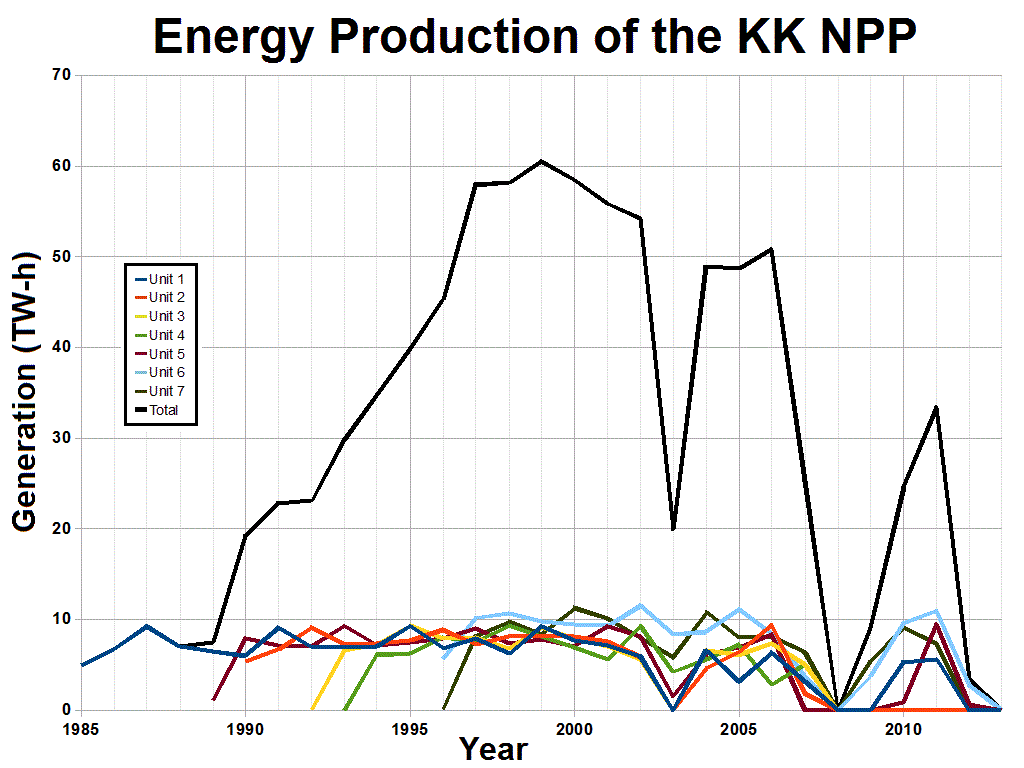
Незважаючи на часті зміни продуктивності з року в рік через регулярні відключення, вся станція працювала на майже безперервній потужності до загальнозаводських подій 2000-х років.

| Рік  | Блок 1 | Блок 2 | Блок 3 | Блок 4 | Блок 5 | Блок 6 | Блок 7 | Усього |
| ---- | ------ | ------ | ------ | ------ | ------ | ------ | ------ | ------ |
| 1985 | 4.960  |        |        |        |        |        |        | 4.960  |
| 1986 | 6.704  |        |        |        |        |        |        | 6.704  |
| 1987 | 9.195  |        |        |        |        |        |        | 9.195  |
| 1988 | 6.960  |        |        |        |        |        |        | 6.960  |
| 1989 | 6.442  |        |        |        | 1.041  |        |        | 7.484  |
| 1990 | 5.987  | 5.386  |        |        | 7.911  |        |        | 19.284 |
| 1991 | 9.032  | 6.642  |        |        | 7.093  |        |        | 22.767 |
| 1992 | 6.958  | 9.047  | 0.053  |        | 6.977  |        |        | 23.035 |
| 1993 | 6.874  | 7.213  | 6.488  | 0.012  | 9.238  |        |        | 29.825 |
| 1994 | 7.020  | 7.291  | 7.264  | 6.040  | 7.155  |        |        | 34.771 |
| 1995 | 9.235  | 7.697  | 9.254  | 6.182  | 7.508  |        |        | 39.877 |
| 1996 | 6.814  | 8.811  | 7.922  | 8.068  | 7.906  | 5.663  | 0.058  | 45.242 |
| 1997 | 7.900  | 7.284  | 8.016  | 7.517  | 8.919  | 10.161 | 8.128  | 57.926 |
| 1998 | 6.176  | 8.142  | 6.748  | 9.259  | 7.353  | 10.702 | 9.716  | 58.095 |
| 1999 | 9.199  | 8.209  | 9.028  | 8.142  | 7.772  | 9.710  | 8.445  | 60.505 |
| 2000 | 7.715  | 8.140  | 7.945  | 6.919  | 7.043  | 9.412  | 11.240 | 58.413 |
| 2001 | 7.071  | 7.595  | 6.986  | 5.591  | 9.199  | 9.270  | 10.078 | 55.790 |
| 2002 | 5.906  | 5.866  | 5.576  | 9.240  | 8.191  | 11.504 | 7.990  | 54.273 |
| 2003 | 0.000  | 0.000  | 0.000  | 4.186  | 1.503  | 8.401  | 5.778  | 19.869 |
| 2004 | 6.497  | 4.660  | 6.550  | 5.624  | 6.135  | 8.635  | 10.805 | 48.906 |
| 2005 | 3.126  | 6.388  | 6.062  | 7.192  | 6.853  | 11.126 | 7.977  | 48.725 |
| 2006 | 6.299  | 9.331  | 7.331  | 2.817  | 8.400  | 8.447  | 8.166  | 50.792 |
| 2007 | 3.165  | 1.830  | 5.054  | 5.061  | 0.0    | 3.758  | 6.358  | 25.226 |
| 2008 | 0.0    | 0.0    | 0.0    | 0.0    | 0.0    | 0.0    | 0.0    | 0.0    |
| 2009 | 0.0    | 0.0    | 0.0    | 0.0    | 0.0    | 3.654  | 5.366  | 9.02   |
| 2010 | 5.291  | 0.0    | 0.0    | 0.0    | 0.780  | 9.522  | 9.034  | 24.627 |
| 2011 | 5.606  | 0.0    | 0.0    | 0.0    | 9.402  | 10.960 | 7.349  | 33.317 |
| 2012 | 0.0    | 0.0    | 0.0    | 0.0    | 0.0    | 0.0    | 0.0    | 0.0    |
| 2013 | 0.0    | 0.0    | 0.0    | 0.0    | 0.0    | 0.0    | 0.0    | 0.0    |
| 2014 | 0.0    | 0.0    | 0.0    | 0.0    | 0.0    | 0.0    | 0.0    | 0.0    |
| 2015 | 0.0    | 0.0    | 0.0    | 0.0    | 0.0    | 0.0    | 0.0    | 0.0    |
| 2016 | 0.0    | 0.0    | 0.0    | 0.0    | 0.0    | 0.0    | 0.0    | 0.0    |
| 2017 | 0.0    | 0.0    | 0.0    | 0.0    | 0.0    | 0.0    | 0.0    | 0.0    |
| 2018 | 0.0    | 0.0    | 0.0    | 0.0    | 0.0    | 0.0    | 0.0    | 0.0    |
| 2019 | 0.0    | 0.0    | 0.0    | 0.0    | 0.0    | 0.0    | 0.0    | 0.0    |
| 2020 | 0.0    | 0.0    | 0.0    | 0.0    | 0.0    | 0.0    | 0.0    | 0.0    |
| 2021 | 0.0    | 0.0    | 0.0    | 0.0    | 0.0    | 0.0    | 0.0    | 0.0    |

### Часткові відключення
У лютому 1991 року енергоблок 2 був автоматично зупинений після раптового падіння тиску масла в паровій турбіні.
18 липня 1997 року стався витік радіоактивної пари з манометра 7-го блоку заводу Kashiwazaki-Kariwa. У травні лопнула труба, яка призвела до затримки пробних запусків на заводі, а раніше в липні було виявлено, що з обладнання заводу йде дим.

## Паливо
Усі реактори продовжують використовувати низькозбагачений уран як ядерне паливо; однак, були розроблені плани TEPCO щодо використання МОКС-палива в деяких реакторах за дозволом Комісії з атомної енергії Японії (JAEC). На громадському референдумі в селі Каріва в 2001 році 53% проголосували проти використання нового палива. Після скандалів щодо фальсифікації даних TEPCO у 2002 році, тодішній президент Нобуя Мінамі, оголосив, що плани використання МОКС-палива на заводі KK будуть призупинені на невизначений термін.

## Землетруси
Пісок на майданчиках було видалено, а реактор побудовано на твердому ґрунті. Прилеглий ґрунт засипали. Підвали корпусів реактора простягаються на кілька рівнів нижче (максимум 42 м нижче рівня). Ці підземні елементи стабілізують будівлі реактора, зменшуючи ймовірність їх коливання через резонансні коливання під час землетрусу. Як і на інших японських електростанціях, реактори на станції були побудовані відповідно до стандартів сейсмостійкості, які регулюються законом і JAEC.

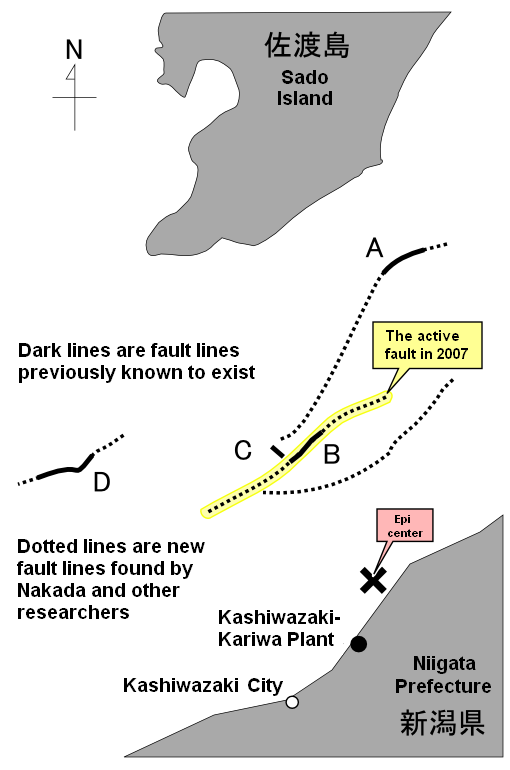
Морські розломи поблизу станції. Деякі розломи були виявлені в результаті досліджень після сильного землетрусу, а деякі були відомі раніше.

АЕС KK перебувала на відстані 19 кілометрів від епіцентру морського землетрусу Чуецу магнітудою 6,6 у 2007 році, який стався о 10:13 ранок, 16 липня 2007 р. Пікове прискорення на землі 6,8 м/с 2 (0,69 г) було зафіксовано на блоці 1 у напрямку схід-захід, що перевищує проектну специфікацію безпечної зупинки 4,5 м/с 2 і значно вище специфікації швидкого перезапуску для ключового обладнання на станції 2,73 м/с 2. На блоках 5 і 6 також зафіксовано поштовхи понад цю межу. Струс 20.58 м/с 2 зафіксовано в турбінному корпусі енергоблоку 3.
Міжнародне агентство з атомної енергії (МАГАТЕ) запропонувало перевірити станцію, але спочатку було відхилено. Потім губернатор префектури Ніігата надіслав петицію Сіндзо Абе. У неділю, 22 липня 2007 року, Агентство з ядерної та промислової безпеки (NISA) оголосило, що дозволить інспекторам ООН перевірити збитки. 
Близько 400 бочок із низькоактивними ядерними відходами, що зберігалися на заводі, були перекинуті під час поштовхів, 40 втратили кришки. Представники компанії 17 липня повідомили, що сліди радіоактивних матеріалів кобальт-60, йод і хром-51 були викинуті в атмосферу, ймовірно, з контейнерів, які втратили свої кришки.

#### Вплив
Новини про землетрус у поєднанні з тим фактом, що джерела енергії для заміни (наприклад, нафта і газ) досягли рекордного рівня, спричинили різке падіння акцій TEPCO на 7,5%, що стало найбільшим падінням за сім років, що склало приблизно 4,4 долара США. млрд втрачено на капіталізацію акцій Це зробило цю подію навіть дорожчою для компанії, ніж скандал із фальсифікацією даних 2002 року. Крім того, TEPCO попередила, що закриття заводу може призвести до дефіциту електроенергії в літні місяці. Міністр торгівлі Акіра Амарі попросив, щоб бізнес-користувачі скоротили споживання електроенергії, і в серпні TEPCO була змушена скоротити постачання електроенергії для промислового використання, вперше їй довелося вдатися до таких заходів за 17 років.

## Поточний стан
Касівадзакі-Каріва є однією з 44 атомних електростанцій в Японії, які були виведені з ладу в роки після аварії на Фукусімі-Daiichi. До жовтня 2020 року уряд Японії проінспектував станцію, а до січня 2020 року TEPCO завершила вдосконалення 7 блоку. Компанія окреслила плани щодо перезапуску реактора ще наприкінці японського 2022 фінансового року (31 березня 2022 р.), однак у квітні 2021 р. Управління ядерного регулювання опублікувало звіт, у якому вказано, що були серйозні порушення безпеки, і введено в дію наказ, який відклав перезапуск на невизначений термін.